# The Joneses Have Amateur Theatricals

The Joneses Have Amateur Theatricals est un film muet américain réalisé par D. W. Griffith, sorti en 1909.

## Synopsis
Les Jones voient leur soirée théâtrale tourner au fiasco.

## Fiche technique
- Titre : The Joneses Have Amateur Theatricals
- Réalisation et scénario : D. W. Griffith
- Société de production et de distribution : American Mutoscope and Biograph Company[1]
- Photographie : G. W. Bitzer
- Pays de production :  États-Unis
- Format[2] : Noir et blanc - Muet - 1,33:1 ou 1,37:1[3] - 35 mm[3],[4]
- Longueur de pellicule : 400 pieds (122 mètres[4])
- Durée : 4 minutes (à 16 images par seconde)[2]
- Date de sortie : 18 février 1909

## Distribution
Les noms des personnages proviennent de l'Internet Movie Database.
- Florence Lawrence : Mme Jones
- John R. Cumpson : M. Jones
- Clara T. Bracy
- Harry Solter
- Marion Leonard : Mme Trouble
- Mack Sennett : un homme du théâtre
- Owen Moore : un homme du théâtre
- Linda Arvidson : la domestique[5]
- George Gebhardt : un homme du théâtre[5]
- Anita Hendrie : la femme du théâtre[5]
- David Miles : un homme du théâtre[5]
- Herbert Prior : un homme du théâtre[5]
- Dorothy West : un homme du théâtre[5]

## Autour du film
Les scènes du film ont été tournées les 19 et 20 janvier 1909 dans le studio de la Biograph à New York.
À sa sortie, le film a été présenté sur la même bobine que The Hindoo Dagger et des copies existent encore aujourd'hui.